# 레미오로멘
레미오로멘(レミオロメン)은 2000년에 결성된 일본의 록 밴드이다. 후지마키 료타와 마에다 케이스케, 진구지 오사무로 구성돼 있으며, 줄여서 '레미오'라고 불리기도 한다. 2012년 2월 1일부터 공식적으로 활동 중단이 발표되었으며, 현재 멤버3명이 각각 음악활동중이다.

## 개요
밴드 이름은 구성원들끼리 가위 바위 보를 해서, 이긴 순서대로 1글자, 2글자, 3글자 단어 중 좋아하는 단어를 선택해 합친 것이다. 후지마키는 좋아하는 영국 밴드인 레디오헤드의 '레', 진구지는 당시 여자친구의 이름과 자기 이름의 첫 글자를 따서 '미오', 마에다는 노면 전차 (로멘 덴샤)를 좋아해서 '로멘'을 선택했고 그 단어들을 합쳐 레미오로멘이 되었다.
구성원이 모두 야마나시현 출신으로, 현의 관광대사로도 임명되어 있다.
2012년 2월 1일부터 공식적으로 활동 중단이 발표되었으며, 현재 멤버3명이 각각 음악활동중이다.

## 구성원
- 후지마키 료타(藤巻 亮太, 1980년 1월 12일 ~)
  - 보컬, 기타를 담당하고 있다.
- 마에다 케이스케(前田 啓介, 1979년 9월 11일 ~)
  - 베이스를 담당하고 있다.
- 진구지 오사무(神宮 司治, 1980년 3월 5일 ~)
  - 드럼을 담당하고 있다.

## 내력
- 2008년

10월 29일에 네 번째 정규 음반 《카제노 크로마》를 발매한다.
- 2009년

이 해부터, 레이블을 소속사인 우롱샤와 에이벡스의 합작회사로써 에이벡스 산하에 신설된 우롱 레코드로 이적.
1월 7일, 이적 후 첫 싱글 《유메노 쓰보미》를 발매했다.
1월 23일부터 전국투어 《TOUR 2009 "카제노 크로마"》실시. 홀 투어 〈Ⅰ〉과 아레나 투어 〈Ⅱ〉를 포함해 전국에서 24공연을 실시했다.
3월 9일에는 첫 베스트 음반 《레미오베스트》를 발매했다.

## 음반 목록

### 싱글
|    | 발매일           | 제목                                                              | 최고순위 | 비고           |
| -- | ---------------- | ----------------------------------------------------------------- | -------- | -------------- |
| 1  | 2003년 5월 21일  | 아메아가리 (雨上がり 비 갠 후[*])                                 | 43       | 인디 데뷔 싱글 |
| 2  | 2003년 8월 20일  | 뎅와 (電話 전화[*])                                               | 29       | 데뷔 싱글      |
| 3  | 2004년 3월 9일   | 상가츠 코코노카 (3月9日 3월 9일[*])                               | 11       |                |
| 4  | 2004년 5월 19일  | 아카시아 (アカシア 아카지아[*])                                   | 17       |                |
| 5  | 2005년 1월 12일  | 모라토리엄 (モラトリアム 모라토리아무[*])                         | 8        |                |
| 6  | 2005년 2월 9일   | 미나미카제 (南風 남쪽 바람[*])                                    | 9        |                |
| 7  | 2005년 10월 12일 | 아오노 세카이 (蒼の世界 푸른 세계[*])                             | 2        |                |
| 8  | 2005년 11월 16일 | 코나유키 (粉雪 가랑눈[*])                                         | 2        |                |
| 9  | 2006년 3월 1일   | 타이요노 시타 (太陽の下 태양 아래[*])                             | 2        |                |
| 10 | 2007년 3월 14일  | 아카네조라 (茜空 암적색 하늘[*])                                  | 3        |                |
| 11 | 2007년 5월 9일   | 호타루 / RUN (蛍 반딧불[*])                                       | 4        |                |
| 12 | 2007년 12월 12일 | Wonderful & Beautiful                                             | 3        |                |
| 13 | 2008년 7월 30일  | 못토 토오쿠에 / 오케스트라 (もっと遠くへ/オーケストラ 더 멀리[*]) | 6        |                |
| 14 | 2009년 1월 7일   | 유메노 츠보미 (夢の蕾)                                            | 3        |                |
| 15 | 2009년 7월 15일  | Starting Over                                                     | 4        |                |
| 16 | 2009년 11월 25일 | 코이노 요칸카라 (恋の予感から)                                    | 10       |                |
| 17 | 2010년 7월 28일  | 타츠은 다조 (立つんだジョー)                                      | 13       |                |

### 디지털 싱글
1. Sakura (2009년 2월 14일)
2. 카초우후우게츠 花鳥風月[*] (2010년 2월 17일)
3. Your Song (2011년 1월 19일)

### 인디즈 미니 앨범
- 페스타 フェスタ[*] (2003년 3월 12일)

### 정규 앨범
1. 아사가오 朝顔[*] (2003년 11월 19일, 2007년 12월 19일재발매)
  1. まめ電球
  2. 雨上がり
  3. 日めくりカレンダー
  4. ビールとプリン
  5. 朝顔
  6. 昭和
  7. すきま風
  8. フェスタ
  9. 電話
  10. タクシードライバー
  11. 追いかけっこ
2. 에테루 ether[エーテル][*] (2005년 3월 9일)
  1. 春夏秋冬
  2. モラトリアム
  3. 春景色
  4. アカシア
  5. 永遠と一瞬
  6. 深呼吸
  7. ドッグイヤー
  8. 五月雨
  9. コスモス
  10. 3月9日
  11. 南風
  12. 海のバラッド
3. HORIZON (2006년 5월 17일)
  1. スタンドバイミー
  2. 1-2 Love Forever
  3. プログラム
  4. 蒼の世界
  5. シフト
  6. 傘クラゲ
  7. 太陽の下
  8. MONSTER
  9. 明日に架かる橋
  10. 紙ふぶき
  11. 粉雪
  12. 流星
4. 카제노 크로마 風のクロマ[*] (2008년 10월 29일)
  1. 翼
  2. オーケストラ
  3. ランデブータンデム
  4. リズム
  5. 透明
  6. 蛍
  7. 青春の光
  8. RUN
  9. 星取り
  10. もっと遠くへ
  11. Merry go round
  12. 茜空
  13. Wonderful & Beautiful
  14. 幸せのカタチ
  15. 花火
5. 카초우후우게츠 花鳥風月[*] (2010년 3월 3일)
  1. Starting Over
  2. ロックンロール
  3. 虹をこえて
  4. ありがとう
  5. 君は太陽
  6. 花になる
  7. 恋の予感から
  8. 花鳥風月
  9. 大晦日の歌
  10. Tomorrow
  11. 東京
  12. 小さな幸せ

### 베스트 음반
| 연도   | 제목                                                     | 최고 순위 |
| ------ | -------------------------------------------------------- | --------- |
| 2009년 | 《레미오베스트》 - 발매일: 2009년 3월 9일 - 레이블: 우롱 | 1위       |

### 라이브 앨범
1. Flash and Gleam (2006년 11월 1일)